# Deimos Ridge
Deimos Ridge ist ein markanter, schmaler, felsiger und 900 m hoher Gebirgskamm aus Sandstein und Schiefer im Südosten der westantarktischen Alexander-I.-Insel. Er ragt 5 km südwestlich des Phobos Ridge und des Mars-Gletschers auf.
Die Küste in der Umgebung des Gebirgskamms sichtete erstmals der US-amerikanische Polarforscher Lincoln Ellsworth bei einem Überflug am 23. November 1935. Die dabei entstandenen Luftaufnahmen dienten dem US-amerikanischen Kartografen W. L. G. Joerg für eine erste Kartierung. Der Falkland Islands Dependencies Survey nahm 1949 eine Vermessung vor. Das UK Antarctic Place-Names Committee benannte ihn am 31. März 1955 nach dem Marsmond Deimos.